# Osella FA1H
La Osella FA1H è una vettura da Formula 1 realizzata della Osella Corse per la stagione 1986.

## Tecnica
Dopo due anni con i motori Alfa Romeo era previsto che l'Osella passasse ai propulsori della Motori Moderni, ma problemi di budget vanificarono l'operazione. La vettura, pensata per i "sei cilindri" dell'ingegner Carlo Chiti, presentava varie innovazioni, con una originale sospensione posteriore e il telaio abbassato nella zona del serbatoio vista la riduzione a 195 litri della quantità di carburante a disposizione per disputare un gran premio.

## Carriera agonistica
Ebbe una carriera agonistica brevissima, venendo abbandonata dopo due sole gare, a causa di un incidente in cui venne distrutto l'unico esemplare.

## Risultati Sportivi
| Anno | Team                 | Motore          | Gomme | Piloti             |  |  |  |  |  |  |  |     |     |  |  |  |  |  |  |  | Punti | Pos. |
| ---- | -------------------- | --------------- | ----- | ------------------ |  |  |  |  |  |  |  | --- | --- |  |  |  |  |  |  |  | ----- | ---- |
| 1986 | Osella Squadra Corse | Alfa Romeo 890T | P     | Piercarlo Ghinzani |  |  |  |  |  |  |  | Rit |     |  |  |  |  |  |  |  | 0     | -    |
| 1986 | Osella Squadra Corse | Alfa Romeo 890T | P     | Allen Berg         |  |  |  |  |  |  |  |     | Rit |  |  |  |  |  |  |  | 0     | -    |